# Tyrannus couchii
A Tyrannus couchii a madarak (Aves) osztályának verébalakúak (Passeriformes) rendjébe, ezen belül a királygébicsfélék (Tyrannidae) családjába tartozó faj.

## Rendszerezése
A fajt Spencer Fullerton Baird amerikai ornitológus írta le 1858-ban. Régebben a trópusi királygébics (Tyrannus melancholicus) alfaja volt Tyrannus melancholicus couchi néven.

## Előfordulása
Az Amerikai Egyesült Államok déli részén, Mexikó, Belize és Guatemala területén honos. Természetes élőhelyei a szubtrópusi vagy trópusi síkvidéki esőerdők, lombhullató erdők, füves puszták és cserjések, valamint ültetvények és városi régiók. Vonuló faj.

## Megjelenése
Testhossza 20–24 centiméter, testtömege 40 gramm.
|  |

## Életmódja
Rovarokkal és gyümölcsökkel táplálkozik.

## Természetvédelmi helyzete
Az elterjedési területe nagyon nagy, egyedszáma pedig növekszik. A Természetvédelmi Világszövetség Vörös listáján nem fenyegetett fajként szerepel.